# Samoanci
Samoanci su polinezijski narod naseljen na Samoi i Američkoj Samoi. Broje više od 300.000 pripadnika. Prvi kontakt s Europljanima doživjeli su u ranom 18. stoljeću, a prvi je do njih došao Nizozemac Jacob Roggeveen).
U prošlosti, važna je bila proizvodnja siapo-tape od koje se izrađivala odjeća. Vješti su pomorci, a glavna zanimanja su im ribolov, uzgoj taroa i jama, kruhovca, kokosa, i dr. Važan je običaj tetoviranja nogu među mlađim ženama (malu), a sličan običaj postoji i kod muškaraca (pea'a). Govore samoanskim jezikom. Kao i kod većine drugih naroda južnog Pacifika, velika većina su kršćani, a preko 90% ih odlazi u crkvu svaku nedjelju.